# Rat für die Künste
Der Rat für die Künste ist eine 1994 gegründete, 2005 zwischenzeitlich aufgelöste und 2006 neugegründete freie Interessenvertretung Berliner künstlerischer und kultureller Institutionen, Berliner freier Institutionen und Künstler sowie der Berliner Kulturwirtschaft, der von Berliner Kunst- und Kulturschaffenden alle zwei Jahre neu gewählt wird. Die letzte Wahl des Rats fand im September 2022 statt. Der Rat wird in seiner momentanen Besetzung bis zur nächsten Wahl im April 2025 tätig sein.

## Allgemeines
Der Rat vertritt die Interessen Berliner Kunst- und Kulturschaffender gegenüber dem Land Berlin und dem Bund. Er besteht aus gewählten Mitgliedern, die die kultelle Landschaft Berlins repräsentieren sollen, außerdem aus weiteren, vom Rat direkt berufenen Einzelpersonen. Die Wahl der Ratsmitglieder erfolgt alle zwei Jahre. Basis für die Wahl sind Selbstbewerbungen von Einzelpersonen sowie Vorschläge. Der Rat legt zwei Sprecher/Sprecherinnen fest. Am 22. April 2008 gab sich der Rat für die Künste letztmals eine Verfassung.

## Geschichte

### 1990er
Der Rat wurde 1994 gegründet. 1995 versprach Helmut Kohl dem Rat „volle Unterstützung“ für die Kultur der Bundeshauptstadt. 1996 verlangte der Rat, dass die Bedeutung von Kunst und Kultur „explizit und dezidiert“ im Koalitionsvertrag festgeschrieben werden soll.

### 2000er
Im September 2003 verließen die Vertreter von Berlins Opern und Schauspielbühnen den Rat. Die Bühnen wollten ihre Anliegen „im direkten Dialog mit der Politik Geltung verschaffen“, da „die immer komplexer werdenden Finanzierungsfragen der hauptstädtischen Kultur, insbesondere die von Opern- und Schauspielbühnen, den Rat überfordern und die notwendigen kulturpolitischen Debatten mehr und mehr blockieren.“ 2005 löste sich der Rat zwischenzeitlich auf. Sabine Weißler, damalige Sprecherin des Rates begründete dies mit den „strukturellen Veränderungen in der Berliner Kulturlandschaft“, da viele Kultureinrichtungen und deren Vertreter „in Bundeshoheit abgewandert“ seien und sich damit „der Beratungsauftrag und die Rolle des Rates geändert“ habe. 2005 wurde eine Neugründung angekündigt. Im Februar 2006 wurde der neue Rat gewählt. Am 3. März im Jahr 2008 wurde erneut der Rat im Radialsystem V gewählt.

### 2010er
Am 29. März 2010 ein neuer Rat im Haus der Kulturen der Welt gewählt. Am 26. März 2012 wurde der Rat in den Sophiensælen erneut gewählt. 295 gültige Stimmen wurden abgegeben. Am 25. März 2014 wurde der Rat in den Sophiensælen erneut gewählt. 365 gültige Stimmen wurden abgegeben. Andreas Altenhof und Leonie Baumann wurden als Sprecher des Rates festgelegt. Als Arbeitsschwerpunkte wurden „City Tax“, eine „neue Liegenschaftspolitik für die Kultur“, die „Stärkung der finanziellen Situation der Künstler und Kulturschaffenden in Berlin“ und eine „Schwerpunktsetzung auf die kulturellen Belange der Stadt“ genannt. Am 11. November 2014 forderte der Rat Frank Henkel auf, die strafrechtliche Verfolgung des Maxim Gorki-Theaters und des Zentrums für Politische Schönheit aufgrund der „temporären Transformation der Mauerkreuze zum 25. Jahrestages nach dem Mauerfall“ einzustellen. Am 4. April 2016 wurde der Rat erneut gewählt. 424 Stimmen wurden abgegeben und 19 Personen gewählt.

## Erfolge
Seit seiner Gründung 1994 hat der Rat für die Künste zahlreiche Initiativen angestoßen, die die Berliner Kulturlandschaft nachhaltig prägen:
• Hauptstadtkulturfonds
Der Hauptstadtkulturfonds unterstützt seit 1999 innovative, überregionale und spartenübergreifende Kunst- und Kulturprojekte in Berlin. Er ermöglicht es freien Künstler*innen sowie Institutionen, experimentelle und interdisziplinäre Vorhaben zu realisieren, die die Vielfalt der Berliner Kulturlandschaft bereichern. Der Fonds trägt dazu bei, Berlin als internationale Kulturmetropole weiterzuentwickeln und fördert Projekte, die über die Stadt hinaus Strahlkraft besitzen.
• Berliner Projektfonds Kulturelle Bildung
Mit dem Berliner Projektfonds Kulturelle Bildung setzt sich der Rat für die Künste gezielt für die Verbindung von Kunst, Kultur und Bildung ein. Der Fonds unterstützt Projekte, die Kindern, Jugendlichen und jungen Erwachsenen den Zugang zu künstlerischen Ausdrucksformen ermöglichen – unabhängig von ihrer sozialen oder kulturellen Herkunft. Durch Kooperationen zwischen Künstler*innen, Kultureinrichtungen und Bildungsträgern werden kreative Räume geschaffen, die kulturelle Teilhabe und ästhetische Bildung fördern.
• City Tax
Die vom Rat für die Künste initiierte City Tax ist eine Kulturförderabgabe, die seit 2014 auf Übernachtungen in Berliner Hotels erhoben wird. Ein Teil dieser Einnahmen fließt direkt in die Kulturförderung der Stadt und kommt insbesondere freien Projekten sowie kulturellen Institutionen zugute. Die City Tax ist ein wichtiger Baustein zur nachhaltigen Finanzierung der Berliner Kunst- und Kulturszene und ermöglicht es, innovative Vorhaben sowie bestehende Strukturen langfristig zu sichern.
• Berlin Mondiale
Das Projekt Berlin Mondiale, initiiert vom Rat für die Künste in Zusammenarbeit mit dem Kulturnetzwerk Neukölln e.V., setzt sich für kulturelle Teilhabe von geflüchteten Menschen ein. Durch Partnerschaften zwischen Kultureinrichtungen und Unterkünften für Geflüchtete entstehen Räume für künstlerischen Austausch und gemeinsames kreatives Schaffen. Berlin Mondiale ermöglicht es, kulturelle Vielfalt aktiv zu leben und neue Perspektiven in der Berliner Kulturlandschaft zu verankern.
• Diversity Arts Culture
Als Reaktion auf die Forderung nach mehr Diversität im Kulturbereich wurde Diversity Arts Culture ins Leben gerufen. Die Initiative bietet Beratung und Unterstützung für Kultureinrichtungen, um Barrieren abzubauen und Vielfalt in Kunst und Kultur zu fördern. Sie setzt sich für strukturelle Veränderungen ein, die den Zugang für unterrepräsentierte Gruppen erleichtern und eine gerechtere Verteilung von Ressourcen gewährleisten.
• Projektfonds Urbane Praxis
Mit dem Programm Draussenstadt und dem Projektfonds Urbane Praxis stärkt der Rat für die Künste Kunst und Kultur im öffentlichen Raum. Während der Corona-Pandemie ermöglichte Draussenstadt Kulturschaffenden, trotz pandemiebedingter Einschränkungen Open-Air-Veranstaltungen, Performances und künstlerische Interventionen durchzuführen. Mit dem Projektfonds Urbane Praxis wurde diese Idee verstetigt und weiterentwickelt. Der Fonds fördert künstlerische Projekte, die Stadtraum als gemeinschaftlichen Gestaltungsraum begreifen und Kultur für alle zugänglich machen. Beide Programme tragen dazu bei, neue Formen der kulturellen Teilhabe im urbanen Raum zu etablieren und die Stadt als kreativen Lebensraum weiterzuentwickeln.

## Mitglieder
Unvollständige Auflistung
| Zeitraum   | Mitglieder | Sprecher |
| ---------- | --- | --- |
| 1995       | u. a. Harry Kupfer, Georg Quander, Christoph Stölzl, Nele Hertling, Reinhardt Hauff, Ulrich Eckhard, Thomas Langhoff | |
| 2015–2016  | Fadi Abdelnour, Andreas Altenhof, Stéphane Bauer, Leonie Baumann, Oliver Baurhenn, Gabi Beier, Christoff Bleidt, Yvonne Büdenhölzer, Wagner Carvalho, Silvia Fehrmann, Eva-Maria Hoerster, Gabriele Horn, Çağla Ilk, Ulrich Khuon, Sandra Klöss, Dorothea Kolland, Christoph Rieger, Jochen Sandig, Florian Schmidt, Martin Steffens, Georg Vierthaler, Franziska Werner, Kay Wuschek              | Andreas Altenhof, Leonie Baumann                                                                                        |
| 2016–2017  | Andreas Altenhof, Markus Bader, Stéphane Bauer, Oliver Baurhenn, Gabi Beier, Christoff Bleidt, Wagner Carvalho, Silvia Fehrmann, Eva-Maria Hoerster, Gabriele Horn, Cagla Ilk, Jörg Königsdorf, Teena Lange, Jeanine Meerapfel, Barbara Meyer, Elisa Müller, Christoph Rieger, Florian Schmidt, Martin Steffens, Alexander Steinbeis, Christina Tilmann, Julia Weis, Franziska Werner, Kay Wuschek | Andreas Altenhof, Silvia Fehrmann                                                                                       |
| 2018– 2022 | Mustafa Akça, Markus Bader, Oliver Baurhenn, Dorothee Bienert, Christoff Bleidt, Wagner Carvalho, Silvia Fehrmann, Jens Hillje, Eva-Maria Hoerster, Çağla İlk, Sebastian König, Sabine Kroner, Teena Lange, Barbara Meyer, Elisa Müller, Daniel Neugebauer, Thorsten Schlenger, Paul Spies, Dr. Christina Schulz, Danilo Vetter, Antje Weitzel, Franziska Werner, Kay Wuschek                      | Silvia Fehrmann, Oliver Baurhenn                                                                                        |
| 2022–2025  | Benjamin Foerster-Baldenius, Oliver Baurhenn, Dorothee Bienert, Fatima Çalışkan, Wagner Carvalho, Kefah Ali Deeb, Mathias Einhoff, Silvia Fehrmann, Sabine Kroner, Anette Maechtel, Matthias Mohr, Anna-Katharina Müller, Daniel Neugebauer, Janina Paul, Mathias Pees, Marianne Ramsay-Sonneck, Rebecca Raue, Lisa Marei Schmidt, Julia Schreiner, Heidi Sill, Franziska Werner, Annette Wostrack | Franziska Werner, Oliver Baurhenn – Stellvertreter / Stellverterinnen Daniel Neumann, Fatima Çalışkan und Sabine Kroner |